# Nordiska språk
Nordiska språk, även nordgermanska, är en språkgrupp i norra Europa, som omfattar språken danska, svenska, norska, färöiska, isländska samt det utdöda språket norn. Nordiska språk är även namnet på en akademisk disciplin. För att till exempel bli svensklärare skulle en student tidigare läsa både nordiska språk och litteraturhistoria. Numera ingår element av dessa ämnen i blockämnet svenska.
Ur ett lingvistiskt perspektiv är de nordiska språken snarare att betrakta som olika dialekter än skilda språk, givet den höga graden av ömsesidig begriplighet, undantaget vissa dialekter vid kontinuumets utkanter. Kring år 1000 var hela det nordiska språkområdet förståelsemässigt homogent.
Ungefär 20 miljoner människor i Norden har ett nordiskt språk som modersmål. Nordiska språk talas också i viss utsträckning av immigrantgrupper huvudsakligen i Nordamerika och Australien.
Nordiska språk tillhör de germanska språken tillsammans med de utdöda östgermanska språken och de västgermanska språken (till vilka bland annat tyska och engelska hör). Germanska språk är i sin tur en av huvudgrupperingarna inom den indoeuropeiska språkfamiljen.
Det är viktigt att skilja mellan nordiska språk, som är en gemensam beteckning för den nordgermanska undergruppen i den indoeuropeiska språkstammen, och språk i Norden, som också omfattar språk både från den uraliska språkfamiljen (samiska, finska och meänkieli) och från den eskimåisk-aleutiska familjen (grönländska).

## Allmänt
|  | Gräns mellan nord- och västgermanska språk. |

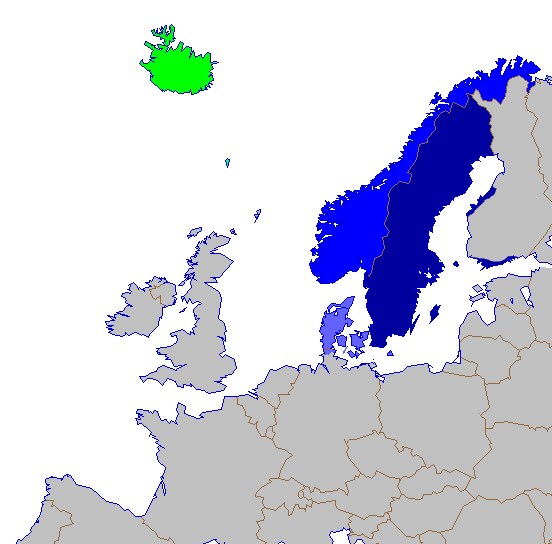
Nordiska språk
Fastlandsnordiska:
Danska
Norska
Svenska
Önordiska:
Isländska och färöiska

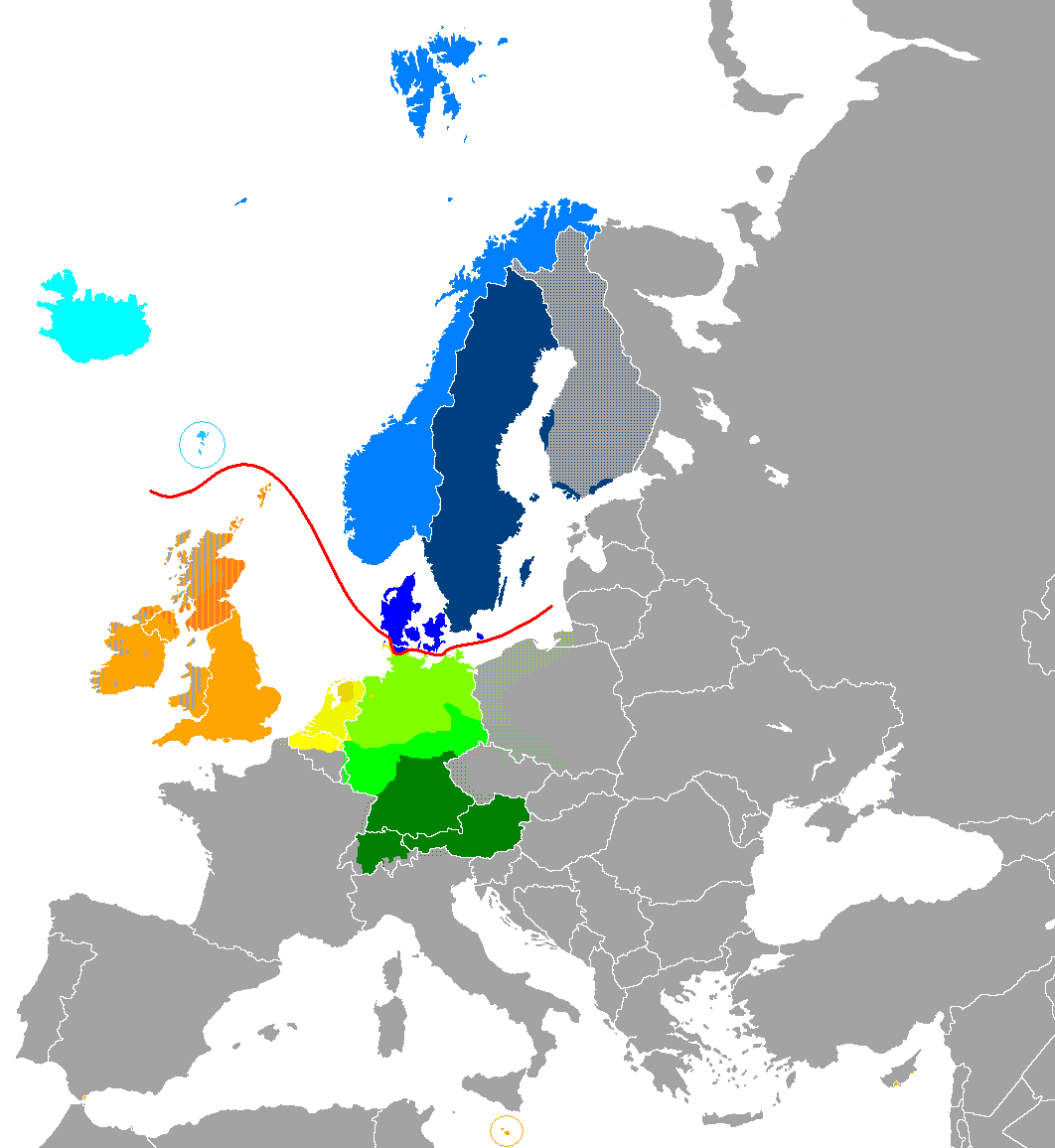
De germanska språken i Europa
Nederländska
Lågtyska
Centraltyska
Högtyska
Engelska (insulära anglo-frisiska)
Frisiska (kontinentala anglo-frisiska)
Östnordiska
Västnordiska

Nordiska språk är en undergrupp av de germanska språken och härstammar från fornnordiskan, det språk som började talas i Norden från ca 700-talet e.Kr. och som runt 1000-talet delades upp i de mer distinkta regionala dialekterna fornsvenska, forndanska, forngutniska, fornnorska och fornisländska.
Till en början var skillnaderna minst mellan svenska och danska (östnordiska språk) och mellan (väst-)norska, färöiska och isländska (västnordiska språk), medan skillnaderna var större mellan dessa grupper: väst- och östnordiska språk, samt forngutniskan. Dock utgjorde de östnorska dialekterna ett mellanstadium till fornöstnordiskan.
På dessa språkhistoriska grunder indelas dock de nordiska språken i tre grupper. Till de västnordiska språken hör färöiska, isländska, norn (utdött) och norska, som alla har sitt ursprung i dialekten fornvästnordiska. De östnordiska språken omfattar danska och svenska, som uppstod ur fornöstnordiskan. En separat gren av de nordiska språken utgjorde forngutniskan, som talades på Gotland under medeltiden och hade ett skriftspråk fram till 1500-talet. I dag räknas emellertid gutniskan inte som språk utan ses som en nordisk dialekt då den inte har ett vedertaget skriftspråk, tagit så mycket lån från svenskan och eftersom Gotland inte är en egen stat.
Ibland skiljer man de två norska skriftspråken åt och räknar nynorskan till de västnordiska språken, medan bokmål, som är mycket mer påverkat av danska, räknas som östnordiskt. Distinktionen mellan västnordiskt och östnordiskt är vansklig på många sätt. Nordiska dialekter glider exempelvis över i varandra och någon naturlig gräns mellan västnordiskt och östnordiskt existerar inte.

### En modernare indelning
En modernare klassificering, så kallad synkron klassificering, delar upp de nordiska språken på ett annat sätt. Denna uppdelning bygger istället på dagens skillnader, varvid språkgruppen delas upp i två andra grupper: öskandinaviska språk och fastlandsskandinaviska språk.
Färöiska och isländska ingår då i den första gruppen och norska, svenska och danska i den andra. Denna uppdelning är mer relevant när det gäller dagens situation hos språken, och inte språkhistoriskt. Dagens skillnader mellan de båda grupperna fastlandsskandinaviska och öskandinaviska har uppstått på grund av öskandinaviskans isolering. De skandinaviska dialekterna har genomgått liknande utvecklingsstadier och påverkats av i synnerhet lågtyskan. Av de fastlandsskandinaviska språken står särskilt det bokmålsnorska och danska skriftspråket varandra mycket nära. Detta beror på att bokmålet utgått från danskan (som under dansk-norska unionen var det enda officiellt tillåtna skriftspråket). Nynorskan som har utgått från de norska dialekterna och är relativt opåverkad av danskan, har å andra sidan fler drag gemensamma med svenska, drag som bokmålnorskan saknar. 
Samtliga fastlandsskandinaviska språk är ömsesidigt begripliga och framförallt norrmän och svenskar har mycket lätt för att förstå varandra. Dessa har svårare att förstå det danska uttalets säregna utveckling.

### Diskussion om en eventuell skandinavisk språkunion
Eftersom danska, norska och svenska är ömsesidigt begripliga, har det diskuterats mellan länderna om att inrätta en skandinavisk språkunion, så som skedde 1980 med nederländskan, för att på lång sikt stärka språkens ställning internationellt. Samordningsprojekt från slutet av 1800-talet har bland annat samordnat den tekniska terminologin, samtidigt som norskan och danskan har infört bokstaven å och danskan avskaffat versal inledning av substantiv (så som tyskan fortfarande har).
I praktiken har till exempel danskan en tendens att glida från norska och svenska i sitt uttal.

## Den nordiska språkfamiljen
- Urnordiska
  - Västnordiska språk
    - Grönländsk nordiska (utdött)
    - Isländska
    - Färöiska
    - Norn (utdött)
    - Norska

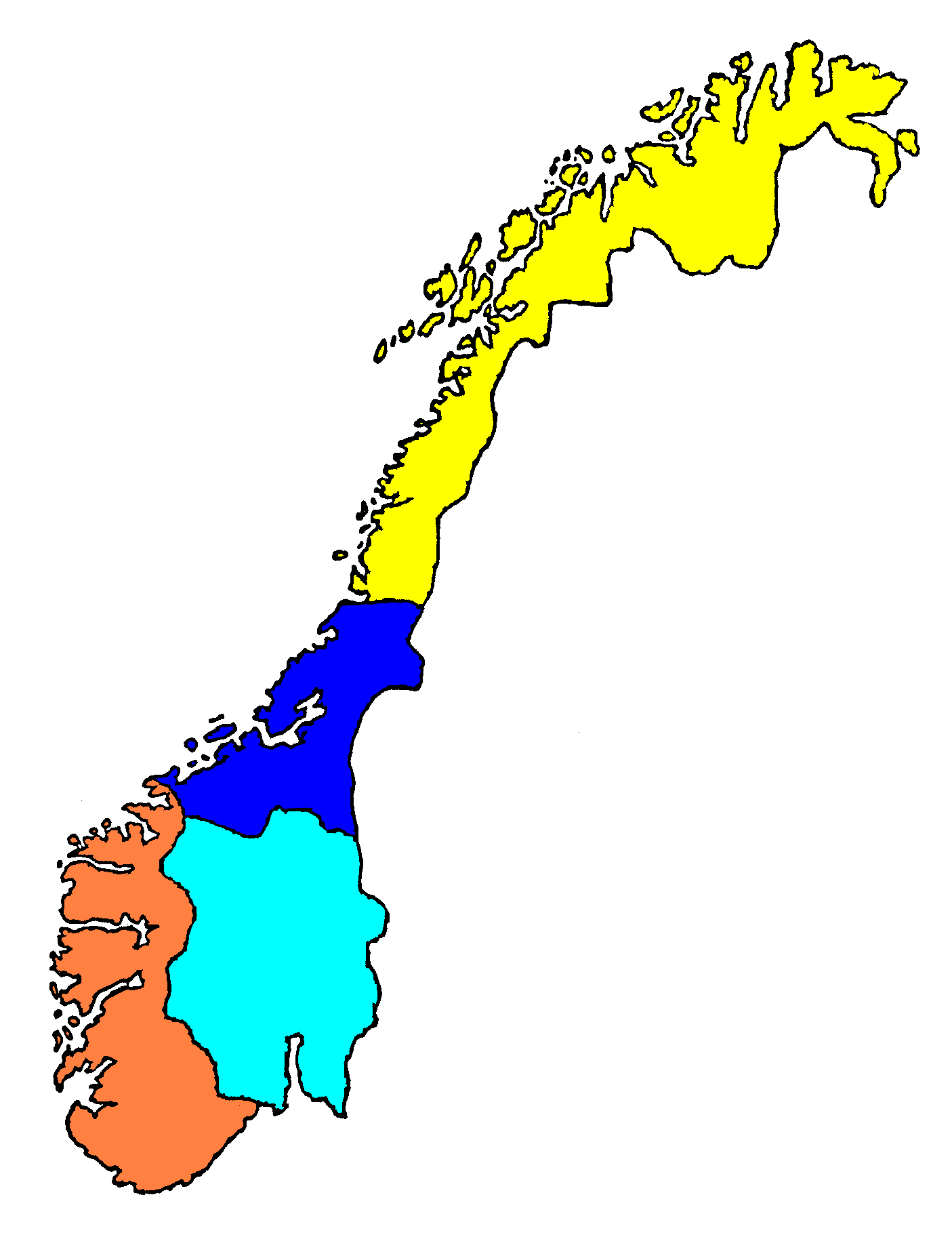
Kartan visar de fyra huvudgrupperna av norska dialekter: nordnorska i gult, trönderska i mörkblått, västnorska i orange och östnorska i ljusblått.

      - Nynorska (norskt standardskriftspråk)
      - Nordnorska
      - Trönderska (Trøndelag)
      - Östnorska
      - Västnorska

  - Östnordiska språk
    - Norska
      - Bokmål (norskt standardskriftspråk)

    - Danska
      - Jylländska (på Jylland)
      - Ödanska (på de danska öarna)
      - Östdanska (Bornholm)

    - Svenska
      - Dalmål (Dalarna)
      - Götamål (Götaland)
      - Sveamål (Svealand)
      - Norrländska mål (Norrland)
      - Östsvenska mål (Finland)
      - Sydsvenska mål (Blekinge, Halland, Skåne)

    - Älvdalska (Älvdalen)

  - Forngutniska (Gotland)
    - Gutamål[5]

Ur historisk synpunkt räknas de sydsvenska dialekterna ibland som östdanska mål. Rent språkligt finns det inga nationella gränser mellan de nordiska dialekterna och diskussionen vad som är östnordiskt, kontra västnordiskt, danskt och svenskt är därför ofta meningslös.
I Norge förekommer, vid sidan av bokmål och nynorska, två icke-officiella men etablerade typer av skriftspråk: Riksmål, som liknar bokmål, men är mer konservativt än detta. Riksmålet används av många, speciellt i städerna. Vidare finns högnorska, som är ganska lik nynorskan, men som är mer trogen Ivar Aasens ursprungliga dialektanpassning. Det används av en minoritet.
Forngutniskan räknas varken till de östnordiska eller de västnordiska språken utan utgör en separat gren. På grund av framförallt politiska skäl är dagens gutniska dialekt (Gutamålet) inte att betrakta som ett språk.
Jamska, som räknas till de norrländska målen, kan både jämföras med den norska trøndskan och med norrländska mål. På grund av detta har det diskuterats om jamska ska räknas till de västnordiska eller till de östnordiska dialekterna. Se ovan.
Älvdalsmål anses allmänt höra till sveamålen, men det har numera en egen ortografi och på grund av att den inte kan förstås av personer som talar andra dialekter anser många språkforskare att älvdalsmålet ska räknas som ett eget språk. Å andra sidan är älvdalsmålet/ älvdalskan en dialekt av dalmålet (eller dalskan), som av språkbrukarna själva upplevs som ett eget språk.[källa behövs]

## Historia

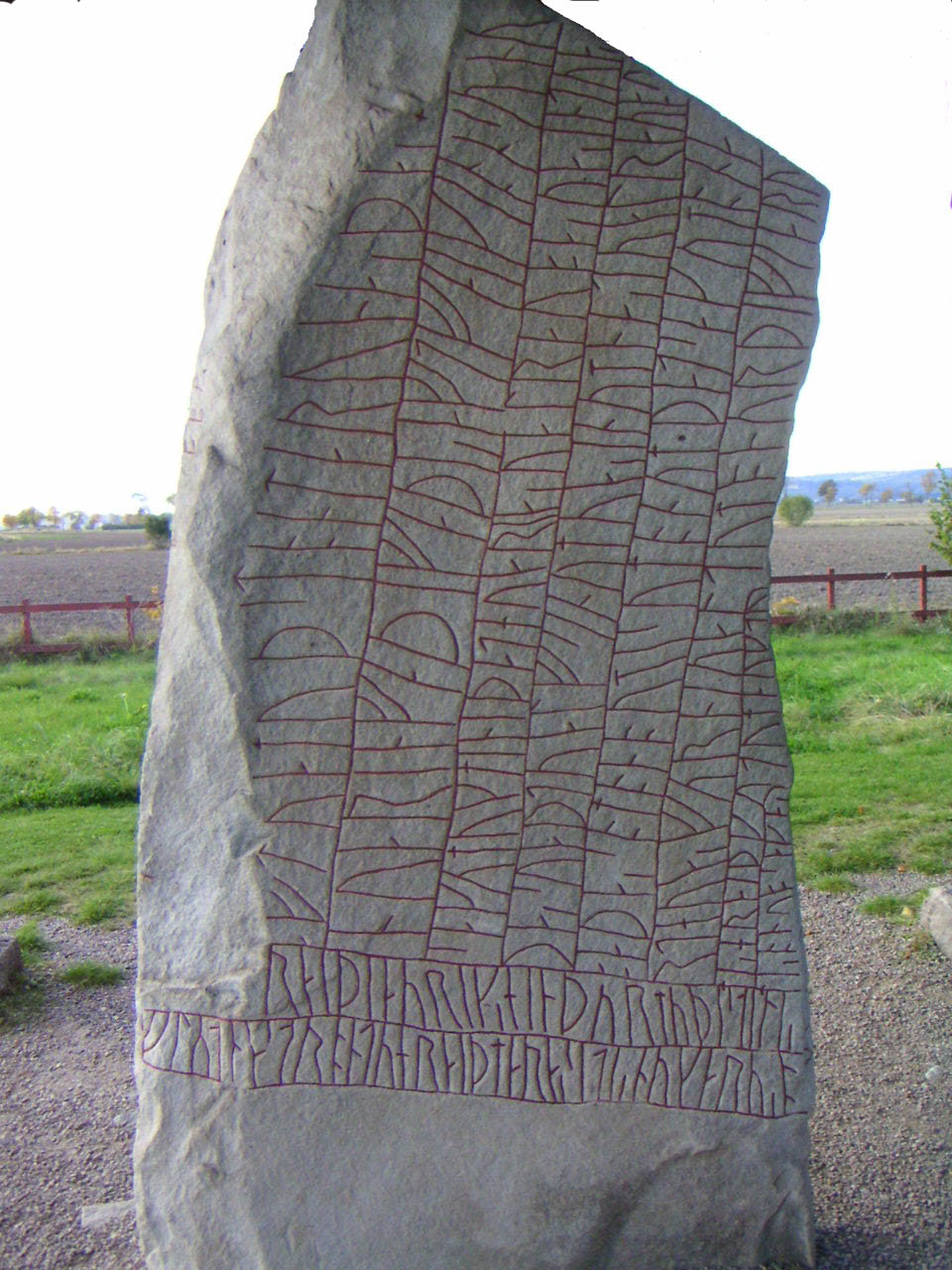
De nordiska språken härstammar från fornnordiskan. Rökstenen ger en viss uppfattning om detta språk.

Från ungefär år 200 efter Kristus kunde nordiskt språk skiljas från andra germanska språk. Av runinskrifter kan man se den utvecklingen av ett nordiskt språk, urnordiska.
Efter de urnordiska och fornnordiska perioderna kom det nordiska språket att delas upp i en fornöstnordisk, en fornvästnordisk och en forngutnisk gren. De fornöstnordiska språken var fornsvenska och forndanska som senare blev svenska och danska. Den västliga grenen, från början fornnorska, kom senare att delas upp i norska, isländska och färöiska. De nordiska regionala dialekterna uppfattades inte som skilda språk förrän som tidigast på 1200-talet. Av de vikingatida nordborna själva användes namnet "dansk tunga", "danskt mål" eller rätt och slätt "danska" som beteckning för det gemensamma nordiska språket. Så sent som i början av 1500-talet kunde man ännu tala om de nordiska munarterna som ett enda språk. "Skandinaviska bosättare förde med sig fornvästnordiska till Island och Färöarna omkring år 800. Av de moderna nordiska språken är skriven isländska det som står närmast det gamla språket.

### Utvecklingsträd
- Urindoeuropeiska (från ca 3000-talet f.Kr.)
  -  Urgermanska varieteter (ca 500 f.Kr.–200 e.Kr.)
    - Urvästgermanska
      -  Fornangliska, Fornengelska, Fornfrankiska, Fornfrisiska, Fornsaxiska (med mera)

    - Uröstgermanska
      -  Burgundiska, Gotiska, Vandaliska

    -  Urnordgermanska (ca 200–600)
      -  Yngre urnordiska (ca 600–800)
        - Urgutniska (ca ?–900)
          -  Forngutniska (ca 900–1600)
            -  Gutamål (ca 1600–1900)
              -  Gotländska (ca 1900–) – sedermera en dialekt till svenskan

        - Urvästnordiska (ca 600–800)
          -  Fornvästnordiska (ca 800–1550)
            -  Fornnorska (ca 800–1550)
              - Runnorska (ca 800–1000)
                -  Äldre fornnorska (ca 1000–1350)
                  -  Yngre fornnorska (ca 1350–1550)
                    - Dansk-norska (ca 1550–1907)
                      -  Norskt bokmål (ca 1907–)

                    -  Norsk-norska (ca 1550–1848) – norskt bygdemål
                      -  Norskt landsmål (ca 1848–1938)
                        -  Nynorska (ca 1938–)

              - Fornfäröiska (ca 825–1407) – fornnordisk färöiska
                -  Färöiska mörkerår (ca 1407–1770) – ingen färöisk skrift på 300 år
                  -  Nyfäröiska (ca 1770–1854) – färöisk muntlig tradition skrivs ner och skrift återkommer
                    -  Nufäröiska (ca 1854–) – färöisk grammatik standardiseras

              - Fornisländska (ca 900–1540)
                -  Äldre fornisländska (ca 900–1200)
                  -  Klassisk isländska (ca 1200–1350)
                    -  Medelisländska (ca 1350–1530) – isländska med större centraleuropeisk influens
                      -  Nyisländska (ca 1540–1930) – isländskan följande danska reformationstiden
                        -  Äldre nyisländska (ca 1530–1700)
                          -  Yngre nyisländska (ca 1700–1930)
                            -  Nuisländska (ca 1930–) – viss stavningsmodernisering

              - Norn (ca 900–1850) – Shetländsk nordiska
              -  Grönländsk nordiska (986–1400-talet) – grönländsk fornnordiska

        -  Uröstnordiska (ca 600–800)
          -  Fornöstnordiska (ca 800–1000)
            - Forndanska (ca 800–1550)
              -  Rundanska (ca 800–1100)
                -  Klassisk forndanska (ca 1100–1350)
                  -  Yngre forndanska (ca 1350–1550)
                    -  Nydanska (1550–1948)
                      -  Äldre nydanska (1550–1700)
                        -  Yngre nydanska (1700–1948)
                          -  Nudanska (1948–)

            - Fornsvenska (ca 800–1526)
              -  Runsvenska (ca 800–1225)
                -  Klassisk fornsvenska (ca 1225–1350)
                  -  Yngre fornsvenska (ca 1350–1526)
                    -  Nysvenska (1526–1879)
                      -  Äldre nysvenska (1526–1730)
                        -  Yngre nysvenska (1730–1879)
                          -  Nusvenska (1879–)

            -  Forndalska (ca 800–1500)[9]
              -  Egentliga dalmål (1500–)
                -  Ovansiljanmål
                  - Orsamål
                  - Våmhusmål
                  -  Älvdalska

## Antal talare
| Språk     | Antal talare | Noteringar              |
| --------- | ------------ | ----------------------- |
| Svenska   | 10 500 000   | 280 000 Finlandssvenska |
| Danska    | 6 000        |                         |
| Norska    | 5 000        |                         |
| Isländska | 320 000      |                         |
| Färöiska  | 75 000       |                         |
| Älvdalska | 3 000        |                         |

## Nordiska språks särdrag
Det finns en del som skiljer nordiska språk från övriga språk i den germanska språkfamiljen och en del av detta räknas upp under rubrikerna i detta avsnitt.

### Förändringar under tidig urnordisk tid
Innan den stora synkopeperioden, som började på 500-talet, skedde en del förändringar i urnordiskan, som redan då kom att skilja nordiska språk från övriga germanska språk och som ännu lever kvar.

#### Bortfall av slutljudande nasaler
Slutljudet n har fallit bort i de urnordiska slutljuden. Det gäller till exempel efter ordet i, som heter in på engelska, tyska, italienska, sardiska, friuliska och latin. Detsamma gäller verbens infinitivformer, till exempel känna, som heter kennen på tyska (ursprungligen med ett a framför n).
I fornengelskan fanns också n bevarade i infinitiven, men i den senare engelskan föll sedan hela inifinitivändelsen bort i till exempel verbet fæstnian. Det motsvarar svenskans fastna, som har blivit fasten på modern engelska, (det första n:et är bibehållet). Ytterligare exempel på bortfall av bokstaven n i nordiska språk är ordet på, som tidigare hette å (jämför satsen "å ena sidan"). Engelska och tyska motsvarigheter här är on och an. P:et i på kommer från sammansättningen upp + å, uppå (jämför engelskans "upon"). En skillnad mellan väst- och östnordiska språk när det gäller bortfall av n som slutljud är ordet lögn på svenska (där n:et är bevarat), och där motsvarigheten heter lygi på isländska.
Även bortfall av m som slutljud har förekommit i danskan, norskan och isländskan. Det danska och norska ordet fra liksom det isländska frá hänger samman med ordet fram, liksom svenskans från och engelskans from. I forndanska förekom både fran och fra jämsides, men i fornvästnordiska har bara formen frá funnits. När det urnordiska fram föll bort, bildades formen frá.

#### Bortfall av uddljudetwellerv

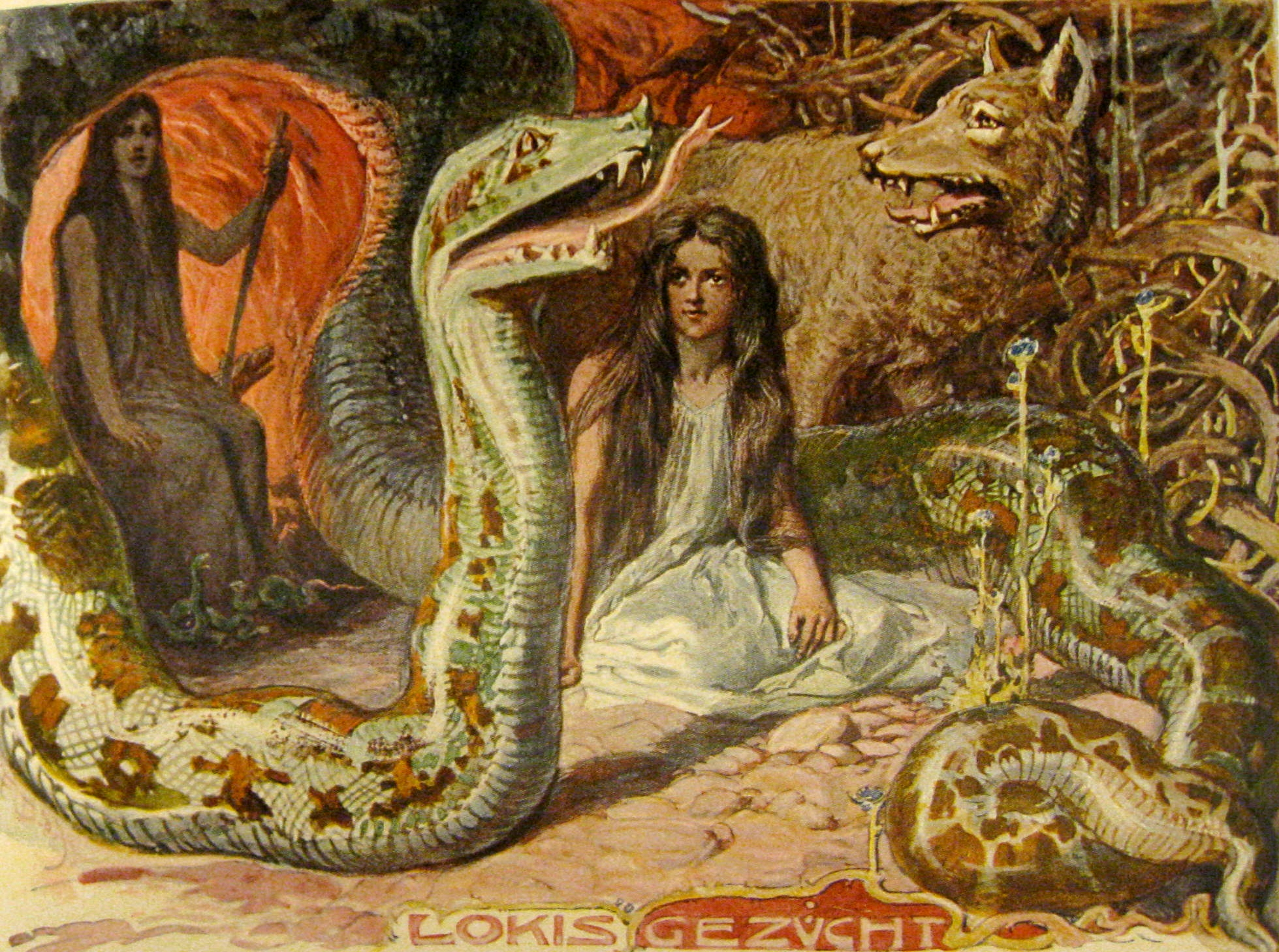
Bortfallet av w har gett oss ord som orm och ulv. På bilden Lokes avkomma, avbildad av Emil Doepler. De är Hel, Fenrisulven och Midgårdsormen.

Uddljudet w har fallit bort framför u och o, bland annat på grund av vokalens och konsonantens likheter (jämför engelskans o-liknande w), till exempel: orm, ulv, ull, under med flera, vars etymologiska motsvarigheter heter worm, wolf, wool, wonder på engelska och Wurm, Wolf, Wolle, Wunder på tyska. Ett annat ord är ordet ord som på engelska och tyska heter word respektive Wort. Detsamma gäller etymologiskt orden orka, yrke, yrka på svenska och det fornisländska yrkia, som betyder "arbeta". De nordiska ordens motsvarigheter på engelska och tyska är work, Werk, Werken, würken med mera. V:et har bibehållits i det svenska ordet verk, liksom i alla andra ord som börjar på va-, ve- eller vi- i svenska. Ytterligare ett exempel är ordet und på isländska. Und är en synonym till ordet "sår" och heter Wunde på tyska och wound på engelska.
I isländska finns bevarade former i verbens tema där v har fallit bort. Till exempel heter ordet vunnit på isländska unnið (men vinna i infinitiv, det betyder bland annat "arbeta") och även i imperfekt plural unnum "vi arbetade" eller "vann". Det förekommer också i andra verbs tema, till exempel i verbet verða ("bli, varda") där "blivit, vorden" heter orðið, orðinn. Verben "vada" och "växa", vaða, vaxa på isländska har till exempel imperfektformerna óð, óx i singular; uxum etc. i plural.

#### Återkomst avwellervsom uddljud i nordiska språk
Så småningom uppstod åter ett initialt w-ljud framför o i danska, norska och isländska. I ord som började med wa- påverkade w-ljudet a (partiell assimilation), så att detta blev o. Sedan ändrades halvvokalen w till konsonanten v och den kvarstod framför o. På så sätt fick danskan och norskan orden vogn (av wagn), voks (av wax), da. vold och no. voll (av wall), vorde (av wartha, nysvenska varda). 
Utöver denna förändring fick norskan och danskan (liksom svenskan) på senare tid in en del lånord som börjar på vo-, som till exempel volt och volumen (volym). 
I isländska påverkade w-ljudet den långa vokalen á, så att den blev o. Exempel på detta är vog ("våg att väga med", av vág), vogur (bukt, av vágr), vopn (vapen, av vápn), vor (pronomen; av várr), vor (årstid, av vár), votur (våt, av vátr).

#### Bortfall avwframförri de västnordiska språken

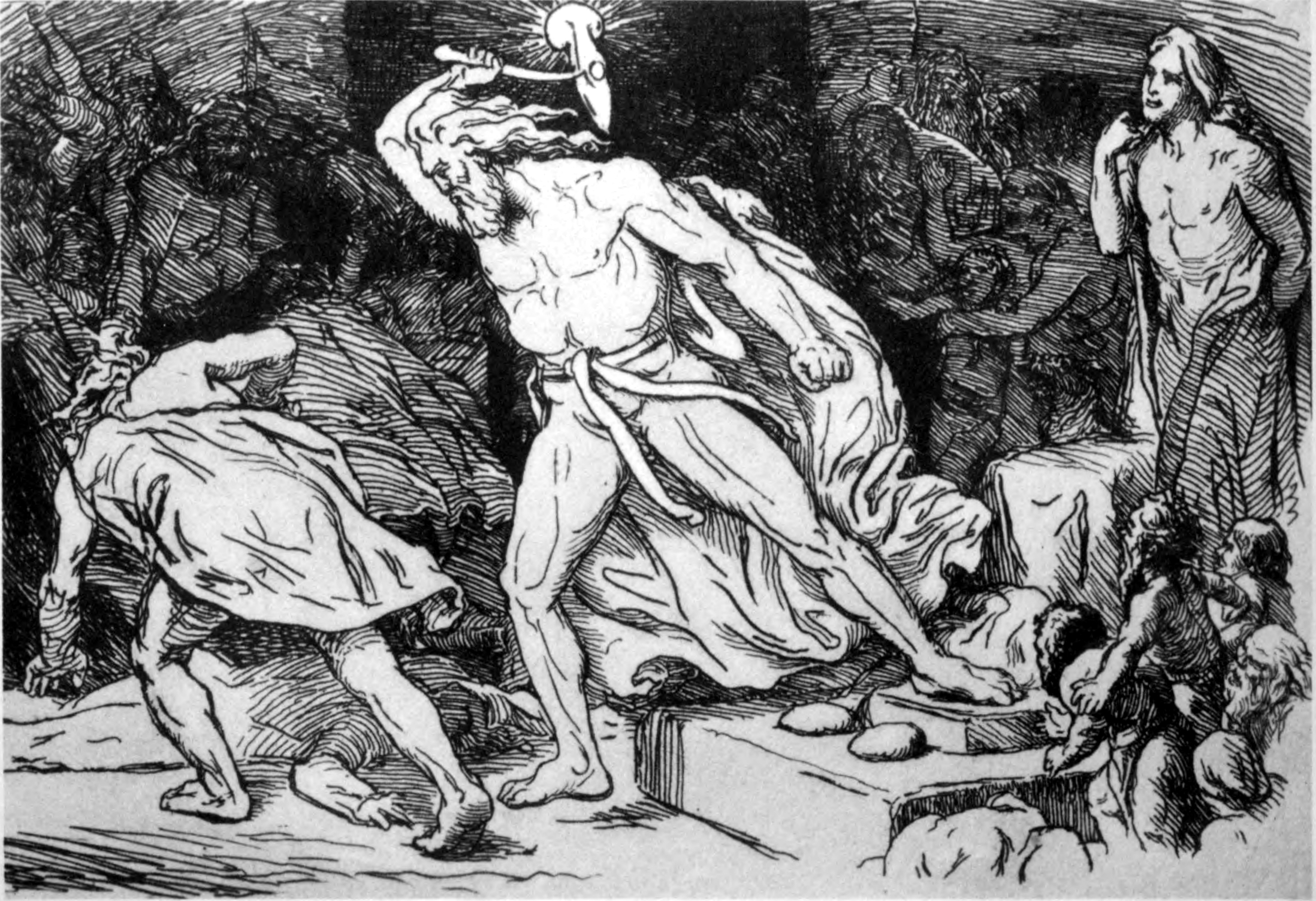
I västnordiska språk har w fallit bort framför r, varför vrede blivit reiði i isländska.

Uddljudet w, v har fallit bort framför r i västnordiska språk. Vrå heter till exempel rá på isländska, vrede heter reiði; och vred heter reiður. Fler exempel här är ordet vräka som heter reka, vrak som heter rak (något efterlämnat och drivande, bland annat när det gäller hö), vrång som heter rangur, röng, rangt i de tre genusen (jämför engelskans wrong), vrida som heter ríða etc. Jämför engelskans uttal av wring, wreck, wrong med flera.

#### Bortfall av uddljudetiellerj
Uddljudet j har fallit bort framför alla vokaler; till exempel i orden år, ok och i orden ung, yngre, yngst, som motsvaras av engelskans och tyskans year, Jahr, Joch, yoke, young, jung, jünger osv.

#### Nordisk brytning

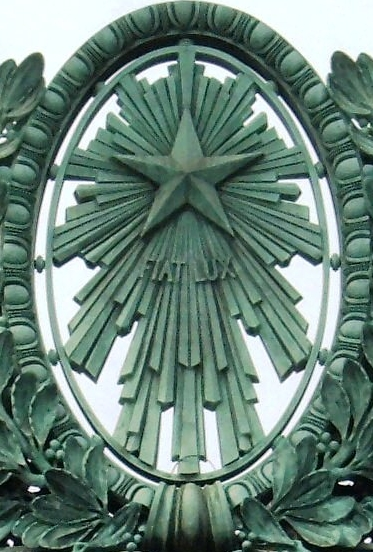
Genom att ett a sköts in efter e och därpå följande omljud uppstod ordet stjärna (jfr. tyska Stern.)

Det har funnits en tendens att lägga in bokstaven j framför en ursprunglig vokal. Detta har två olika orsaker. Det ena är att det beror på nordisk brytning, som innebär att en efterföljande vokal har skjutits in och "brutit" en monoftong (vokalen e) till en diftong. Denna brytning finns inte i de västgermanska språken, till exempel tyska och engelska. I andra fall kan det finnas en ursprunglig urgermansk diftong eu, som har utvecklats olika i de olika germanska språken.
När det gäller nordisk brytning, kan man tala om a-brytning och u-brytning. A-brytning har skett i ord som det isländska stjarna, stjärna på svenska, genom att ett a har skjutits in efter e. Resultatet blev stiarna. Genom progressivt (framåtverkande) i-omljud blev det stjärna i svenska och stjerne i danska och norska, medan isländska inte påverkades av progressivt i-omljud. Istället har det i vissa fall påverkats av u-omljud, så att den isländska motsvarigheten till tjärn heter tjörn. I de västnordiska språken är brytning mindre vanlig än i de östnordiska. Sålunda motsvaras svenska stjäla, danska stjæle, av isländska och nynorska stela, liksom de svenska och danska/norska jag, jeg på nynorska motsvaras av eg.
Den andra formen av brytning, u-brytning, innebär att ett u har skjutits in efter e och har bildat former om miolk,  biorn och hiort. Genom i-omljud blev biorn till björn i de östnordiska språken (och genom u-omljud till björn även i isländska). Miolk blev mjölk i svenska och nynorska samt mjólk i isländska. Hiort blev hjort i svenska och danska/norska, medan det genom u-omljud blev hjörtur i isländska.
En tredje brytning är w-brytning av kort y i de östnordiska språken. Det innebär att ett y som står före ngw eller nkw brutits till iu. Exempel på detta är urnordiska synkwa, som blev siunke siunka i danska och svenska. I danska omvandlades sedan siunke till synke genom i-omljud. I isländska blev synkwa till sykkva genom assimilation av n, och senare sökkva genom sänkning av y. På samma sätt har det fornisländska syngva blivit siunga i forndanska och fornsvenska. Ordet lyng på isländska har likaså blivit liung i de östnordiska fornspråken.

#### Återkomst aviellerjsom uddljud

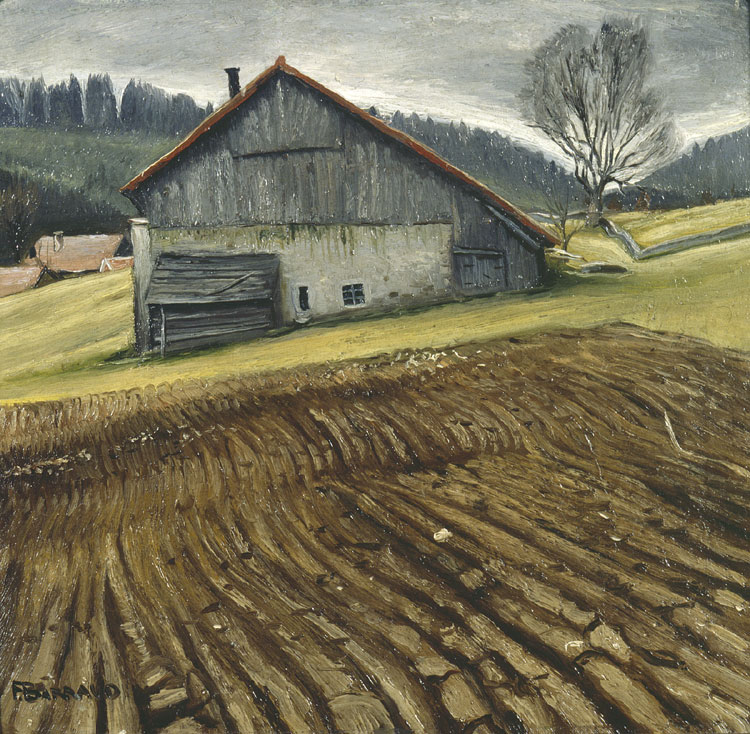
Genom att u sköts in efter e och diftongen förenklades till o fick vi jord (jfr. tyska Erde).

Alla urnordiska uddljudande halvvokaliska i försvann runt 500-talet e. Kr. Ett enda ord finns kvar oförändrat sedan dess (bortsett från att i blivit j). Det är ordet ja (på färöiska och isländska já).
Ett initialt j-ljud uppstod så småningom åter framför vokalerna. Till största delen beror detta på att j bildades genom a-brytning, eller u-brytning. I isländska berördes inte ia av omljud, men istället blev io till iö genom u-omljud.
Exempel på ord som genomgått a-brytning: Ordet jag har genomgått brytning i de fastlandsskandinaviska standardspråken (utom nynorska) och de flesta folkmål (ej i Jylland eller västra Norge). I de flesta danska och många norska mål har ordet dessutom genomgått progressivt i‑omljud (standarddanska och bokmål/riksmål ⟨jeg⟩). Jag berördes i fornsvensk tid allmänt av progressivt i‑omljud, men i trycksvag ställning uteblev övergången, och därför växlar iæk och iak i fornsvenska handskrifter. Standardnusvenska och de flesta svenska folkmål har den icke omljudda formen ja(g); även de danska målens sydsvenska grannmål har ja. I övrigt finns ett antal inhemska ord i de nordiska språken som börjar på jä-, je- och jæ-. Exempel från norska: Jerpe, jerv, jette, jevn. Motsvarande ord på svenska resp. danska heter järpe, jærpe och så vidare. På isländska finns orden jarðar- (jord-), jafn och jarl, (varav det sista är lånord i svenska).
Exempel på ord som genomgått u-brytning: Jord i svenska, norska och danska. I isländska börjar de ord som berörts av u-brytning med jö-, eftersom de också har förändrats genom u-omljud. Sådana ord är jörð (jord) och jökull (jökel är lånord i svenska).
De två inhemska ord som börjar med ju- har i urnordiska börjat med eu. Det är dels jul (isl. jól), som kommer av urnordiska *euhula och dels juver, som kommer av urnordiska *eudhr-.
Rätt många ord som börjar på j har de nordiska språken (speciellt svenska, norska och danska) fått som lånord, till exempel jaga, jungfru, januari, juni, jesuit, jovialisk från tyska respektive latin. 

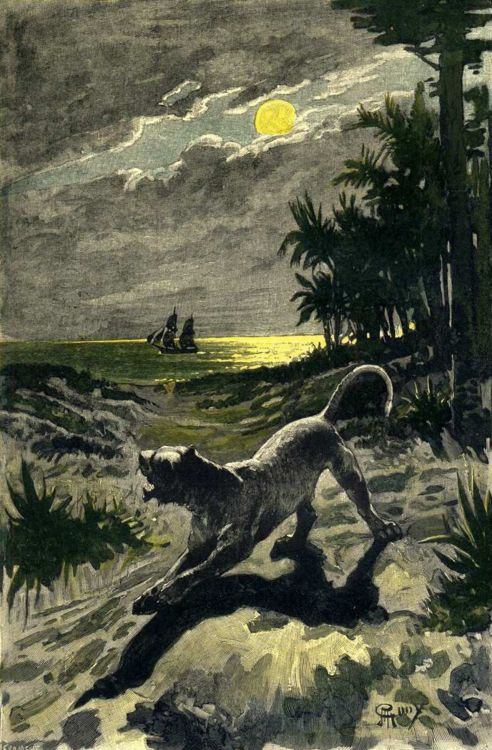
Diftongen eu blev iu i djur. I andra ord blev det andra varianter. Illustration av George Roux i Jules Vernes roman "Captain Antifer" (or "The Wonderful Adventures of Captain Antifer".

#### Förändring av den urgermanska diftongeneu
Den urgermanska diftongen eu blev ofta monoftongen i i de västgemanska språken. I engelska blev stavningen ofta ee, som i deer, medan tyskan ofta har stavningen ie, som i Tier. I de nordiska språken blev eu till iu, så att till exempel det urgemanska deuza- blev diur. I svenska kvarstår det som djur, i isländska blev det dýr genom R-omljud, och i danska blev diur senare dyr genom i-omljud. Vidare har ordet tjuder, av urgemanska teuðra-, i isländska blivit tjóður, i norska tjor, och i danska tøjr. Verbet gjuta på svenska är dessutom en form som är lik den isländska formen gjóta, liksom njuta är likt njóta och skjuta är likt skjóta. När j har föregåtts av r har utvecklingen i isländska skilt sig från den som skett i svenska. När isländska har fått brjóta, krjúpa, rjóka och så vidare, har svenska, liksom danska, oftast fått y genom i-omljud. De tre isländska orden i exemplet motsvaras alltså av bryta, krypa, ryka på svenska. I lånordet djävul (från grekiska diábolos) har ia blivit djævel i danska och djevel i norska. Isländska har fått djöfull genom u-omljud.).

### Omljud i de nordiska språken

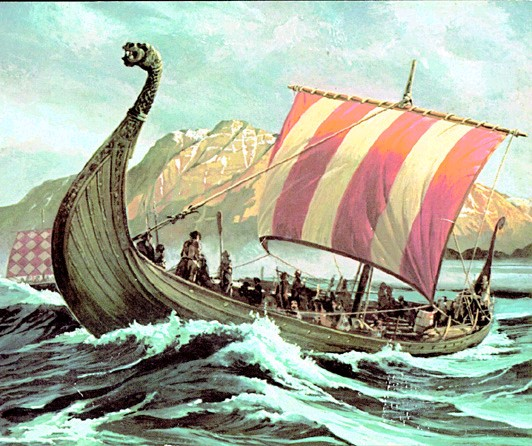
Genom omljud har e blivit i, såsom i isländska sigla.

Omljud förekommer som i-omljud i alla germanska språk. 
I de nordiska språken förekommer dessutom a-, R-, u- och w-omljud.
A-omljudet är äldst, och påverkar /u/, som sänks till /o/, och /i/, som sänks till /e/. Exempel är isländskt neðan ’nedan’ (jfr isl. niðr ’ned’) och brot ’brott’ < *bruta.

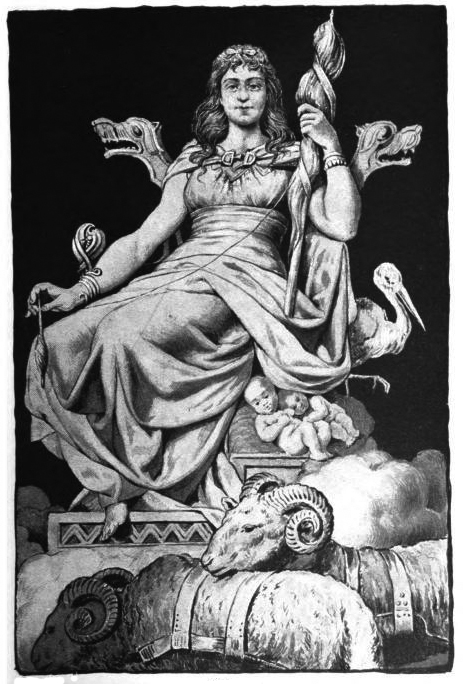
Det urgermanska ii blev i urnordiskan ggi. På den vägen fick gudinnan Frigg sitt nordiska namn.

I-omljudet är av olika ålder. Äldst är i-omljud på /e/ som blir /i/. Exempel är isländskt sigla < *seglian ’segla’, rigna < *regnian ’regna’. Detta tidiga i-omljud, som sannolikt var samtidigt med a-omljudet, har fått mindre omfattning i de nordiska språken än i de västgermanska. Fler spår i de nordiska språken har de yngre i-omljuden satt. De påverkar /a(:)/, /o(:)/, /u(:)/, /aw/, /ju:/ så att de kommer att artikuleras längre fram i munnen, och i vissa fall också med högre tungställning. Exempel är isländskt gestr ’gäst’ < gastiz, læsa ’låsa’ < *lāsijan, synir ’söner’ till son, knýta ’knyta’ av < *knūtijan.
R-omljud förekommer endast i västnordiska och påverkar /a/ som blir /e/, /iu/ som blir /y/ och /u/ som blir /y/ i fornvästnordiska. Exempel: Isländska ker (jfr. gotiska kas, svenska kar), isländska kýr av urnordiskt *kuR, och isländska dýr (jfr. gotiska dius, svenska djur).
Gotiskt -s motsvaras av -R i urnordiska.
U-omljud är yngst, och förekommer rikligast i västnordiskan. Det påverkar /a(:)/, och i några få fall /e/. Det fonetiska resultatet av detta omljud är något oklart. I isländska handskrifter skrivs det på olika sätt, i den poetiska Eddan ofta som en au-ligatur. I normaliserade texter återges det alltid med ǫ (”o med hake”). I nutida isländska skrivs det ö. Exempel är isländskt lönd < lǫnd < *landu och tøgr ’tiotal’ < *teguz.
W-omljud påverkar /i/ som blir /y/, och /a/ som blir ǫ i fornisländskan. Exempel är isländskt tryggr ’trygg’ < *triggwiaz, och hǫggva (höggva) ’hugga’ < *haggwan.
De ovan nämnda omljuden är alla regressiva, det vill säga bakåtverkande, men i fornsvenska och forndanska förekommer även progressivt i-omljud: hialpa > hjælpa, biorn > björn, fioll > fjøll > föll.

#### Andra tidigt uppkomna skillnader
De särskilt för nordiska språk förekommande personliga pronomina han och hon, som inte har några ursprungliga pluralformer eller någon neutrumform. Motsvarigheterna i tyska och latin är: er, sie, es respektive is, ea, id. I de nordiska språken fungerar, sedan denna språkändring, de demonstrativa pronomina det, de, dem osv. som personliga pronomina i neutrum och plural istället för de ursprungliga formerna. Engelskan har dessutom importerat detta som lånord när det gäller pluralformerna they, them. På engelska är annars motsvarigheten i singular he, she, it. He är möjligen en äldre form än han, hon.
En annan tidig förändring som skedde var att urgermanska uu och ii i urnordiskan blev ggu och ggi. Till exempel:
- hauuan>hagguan>hoggva, "hugga", (höggva på isländska, jämför hauen på tyska).
- dauuō>dogg (genitiv doggvar), "dagg", (dögg på isländska, jämför Tau på tyska).
- triuuar>tryggr (ackusativ tryggvan), "trygg, trogen", (jämför treu på tyska).
- aiia>aggia>egg, "ägg", (jämför Ei på tyska).
- Friiō>Frigg, gudinnan Frigg, (jämför Fria på fornhögtyska).
- tveir, tvær, tvö "två" på isländska, med genitiv tveggja (analogt utvecklat ur <tvai-iō).[14]

### Senare förändringar

#### Nasalassimilationer

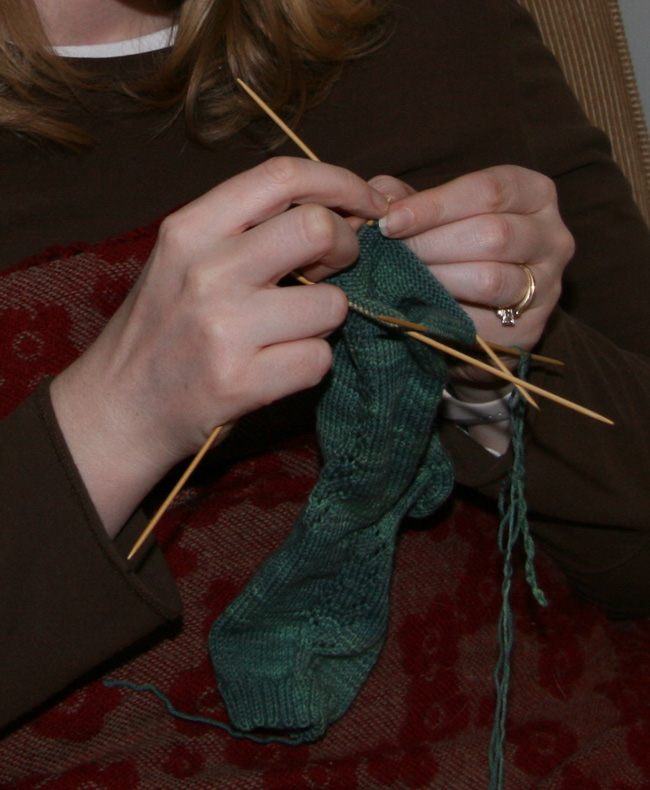
Sticka lydde ursprungligen stinga, men när n försvann blev g till k.

Bokstaven n, (som är en nasal), har ofta fallit bort framför k, g och d, t; speciellt i de västnordiska språken. Exempel finns i imperfektformerna gick, fick, stack, sprack med flera. I tyskan motsvaras gick av ging och de ursprungliga infinitiverna för stack och sprack är stinga och springa. Det ena verbets tema, som ännu finns kvar i isländskan, blir alltså springa, spring, sprakk, sprungum, spryngi, sprungið. Sticka på svenska har alltså utvecklats ur imperfektformen stack. Till detta kommer också verbet dricka som heter drink och trinken på engelska och tyska, liksom orden tacka, tack som heter thank, danken, Dank osv. på engelska och tyska. I västnordiska språk (isländskan) har denna utveckling gått ännu längre. Verbet sjunka heter till exempel søkkva, sökkva i vissa norska dialekter och på isländska, likaså böjs bland annat verbet binda på isländska enligt följande tema: binda, bind, batt, bundum, byndi, bundið, det vill säga: batt har ersatt den svenska motsvarigheten band. Ännu ett exempel är att Frankrike heter Frakkland på isländska. I ortnamn i bland annat Bohuslän finns en liknande ljudutveckling: brant heter bratt, liksom klint heter klätt med mera. Det ursprungliga nk blir alltid kk
och det ursprungliga nt blir alltid tt i de västnordiska språken.